# بطلمیوس چهاردهم
بطلمیوس چهاردهم (Ptolemy XIV ‏ ۶۰ یا ۵۹ – ۴۴ پیش از میلاد) پسر بطلمیوس دوازدهم و یکی از آخرین اعضای خاندان سلطنتی بطالسه در مصر باستان بود. پس از مرگ برادر بزرگ‌ترش، بطلمیوس سیزدهم، در ۱۳ ژانویه سال ۴۷ پیش از میلاد بطلمیوس جوان توسط خواهر بزرگ‌ترش، کلئوپاترای هفتم، فرعون و فرمانروای مشترک مصر (مشترک به همراه کلئوپاترا) اعلام شد.
کلئوپاترا طبق رسوم بطالسه با برادر جوانترش نیز وصلت نمود، امّا همچنان عاشق ژولیوس سزار، دیکتاتور نامدار روم، باقی ماند.
بطلمیوس جوان تنها اسماً بر تخت سلطنت نشسته بود، زیرا که خواهر بزرگ‌ترش قدرت را در قبضه خویش گرفته بود.
در ۱۵ مارس سال ۴۴ پیش از میلاد سزار در روم به دست عده‌ای توطئه‌گر که در رأسشان مارکوس ژونیوس بروتوس و گایوس کاسیوس لونگینوس قرار داشتند به قتل رسید. بطلمیوس نیز اندکی بعد درگذشت. کتیبه‌ای که به زنده بودن بطلمیوس در ۲۶ ژوئیه سال ۴۴ پیش از میلاد اشاره دارد در دست است. 
گرچه نمی‌توان با قطعیت اظهار نظر نمود، امّا گمان می‌رود که کلئوپاترا، برادر جوانتر و فرمانروای مشترکش را مسموم کرده تا پسر خودش از سزار، سزاریون را به جای او بنشاند. 
سزاریون در ۲ سپتامبر همان سال بر تخت سلطنت نشست و مادرش قصد داشت که او را به عنوان وارث قانونی سزار مطرح کند.